# Scopimera kochi
Scopimera kochi is een krabbensoort uit de familie van de Dotillidae. De wetenschappelijke naam van de soort is voor het eerst geldig gepubliceerd in 1917 door Roux.